# Aral (Kazajistán)
Aral (del kazajo Арал), conocida también como Aral'sk, o bien Aralsk (del ruso Аральск) es una pequeña ciudad del sureste de Kazajistán ubicada en la provincia de Kyzylorda. Inicialmente era una ciudad portuaria a orillas del mar de Aral; sin embargo, desde 1960, cuando los ríos Amu Daria y Sir Daria (que alimentaban dicho mar) fueron desviados para convertir Asia Central en una zona productora de algodón y cereales, el nivel del mar comenzó a bajar.
Al igual que Moynaq, al  lado uzbeko del mar, la población de Aral comenzó a descender, y sus habitantes comenzaron a sufrir diversas enfermedades derivadas de la creciente salinidad y radicalidad del clima (con temperaturas que llegaban a mayores y menores extremos). En 1987, el mar de Aral Norte se desprendió por completo del mar de Aral Sur, creándose la posibilidad de preservar el primero por parte del gobierno kazajo. 
El drama de los poblados alrededor del mar de Aral fue narrado en Psy ("Perros"), película de Dmitri Svetozárov. 

## Esperanza de Aral
Desde octubre de 2003, el gobierno construyó una gran presa de cemento, el dique Kokaral, para separar las dos mitades del mar de Aral y el nivel del agua ha ido aumentando en ese trozo del norte del mar original, reduciéndose los niveles de salinidad y recuperándose la pesca.
Si bien en los peores momentos, en que la situación parecía de desaparición total inminente, la ciudad llegó a estar a 100 km de distancia de la línea de costa - en la que antes tenía puerto propio - la situación a finales de 2009 había conseguido mejorar notablemente y para el año 2017 la costa ya estaba sólo a unos 20 kilómetros de la ciudad, incluso llegando a acercarse a los 10 en determinadas fechas concretas. Sin duda el mar de Aral no volverá a ser nunca lo que fue, pero sí se vislumbra una esperanza para este puerto pesquero y sus alrededores gracias al dique propiciado por su gobierno y las ayudas internacionales.